# سرژ کوین
سرژ کوین (انگلیسی: Sèrge Kevyn؛ زادهٔ ۳ اوت ۱۹۹۴) بازیکن فوتبال اهل گابن است.
از باشگاه‌هایی که در آن بازی کرده‌است می‌توان به باشگاه ورزشی براگا اشاره کرد.
وی همچنین در تیم ملی فوتبال گابن بازی کرده‌است.